# كورتيس براونينج
كورتيس براونينج (بالإنجليزية: Curtis Browning)‏ هو لاعب اتحاد الرغبي أسترالي، ولد في 30 أكتوبر 1993 في بريزبان في أستراليا.